# Asesinato de Ángela Aguirre
Ángela Nohely Aguirre Yaguare (22 de noviembre de 2002-río Caroní, 23 de marzo de 2019) fue una adolescente venezolana cuyo asesinato generó una fuerte movilización social en Venezuela que llevó a las autoridades a ofrecer explicaciones y ha visibilizado tanto los femicidios como la falta de justicia para las víctimas en Venezuela.

## Asesinato
Ángela Aguirre, de 16 años, era estudiante de quinto año de bachillerato en la Unidad Educativa (UE) Adventista Maranatha, en San Félix, estado Bolívar. El 23 de marzo desapareció después de salir con unos amigos para celebrar el cumpleaños de su amigo José Alberto Cedeño en el Club Ítalo-Venezolano de Puerto Ordaz. Su padre, Ángel Daniel Aguirre, la dejó a las 17:00 h a las puertas del club. De allí Aguirre salió en una lancha junto a otras siete personas a las 18:30 h hacia la isla La Terecaya, pese a la prohibición de salida de las embarcaciones.
El último registro que se tuvo de Ángela es una selfie publicado a las 20:03 h, en la cual se la ve sonriente, en traje de baño y con chaleco salvavidas, a bordo de la lancha en la que salió con los anfitriones de la fiesta. Según su madre, Yerlis Yaguare, perdieron contacto con ella a las 20:00 h. No se supo más sobre la adolescente aunque la llamaron reiteradamente hasta las 02:00 h, momento en que recibieron una llamada de la mamá de José Alberto diciendo que «la niña se había caído de la lancha y no la encontraban». El cuerpo de Aguirre fue hallado por equipos de rescate flotando, con traje de baño y salvavidas puesto, a casi ocho kilómetros río arriba, contracorriente, en adyacencias del Balneario El Rey del río Caroní, en Puerto Ordaz, la mañana del 26 de marzo, después de tres días de búsqueda y durante un apagón a nivel nacional.

## Investigación

### Autopsias
Las siete personas que la acompañaban, cinco hombres y dos mujeres, dieron versiones encontradas de lo que pasó. La abogada de la familia, Yamilet Carvajal, dijo que "Dijeron que se había caído, que fueron a buscarle una cerveza y que (al regresar) ya no estaba", porque se ahogó. La primera autopsia realizada por el Cuerpo de Investigaciones Científicas, Penales y Criminalísticas (CICPC) concluyó que presentaba “traumatismo craneoencefálico y facial, tras haber sido golpeada con un objeto contuso" y que "luego, aún viva, fue arrojada al agua”, al igual que presentaba "signos de violación".
Mientras Venezuela se recuperaba del peor apagón de su historia reciente, surgió un movimiento ciudadano que viralizó el caso de Aguirre en redes sociales y exigió justicia por su muerte, lo que causó que obtuviera notoriedad nacional. La presión contribuyó a que la policía científica, el Cuerpo de Investigaciones Científicas, Penales y Criminalísticas (CICPC), diera explicaciones y un pronunciamiento nacional. Según su padre, el director Douglas Rico le informó que se trasladó personalmente de Caracas a Guayana a atender el caso por ser tendencia nacional.
Según sus padres, la fiscal asignada al caso, Emily Hernández, intentó cambiar los resultados de la autopsia al practicar un segundo protocolo sin su autorización, que fue recusado por sus abogados, y que mientras esperaban para el sepelio en las oficinas del Ministerio Público les dijo "Quédese tranquila que a su hija no le pasó nada de eso de lo que dicen". La segunda autopsia, ordenada el 29 de marzo por la fiscal Hernández del MInisterio Público, indicó que “se trató de sexo consensuado, que el ahogamiento fue accidental y que los golpes fueron por la corriente del río Caroní”.

### Recusación
El caso llamó la atención de la ciudadanía desde que se conoció la noticia por la forma en que se sucedieron los hechos, pero posteriormente también por los rumores de corrupción y las contradicciones entre las dos autopsias realizadas. La realización de una segunda autopsia en la que se eliminaban elementos clave de la situación, como la violación, e incluso ponía en duda la ocurrencia del homicidio, reafirmaban las sospechas sobre la existencia de graves irregularidades en la investigación del caso.
Como respuesta, la familia de Aguirre recusó a la fiscal. La familia de la joven sostenía que había indicios de que el lugar donde fue encontrado el cadáver de la niña era el sitio en donde dejaron su cuerpo y no donde murió. En el documento de recusación se lee que: “Macagua (una de las represas del río Caroní) tenía las compuertas abiertas y la corriente del río era norte-sur, cuando naturalmente es sur-norte, lo que llama poderosamente la atención que el cuerpo no puede ir contracorriente".
El 12 de abril un artículo de Efecto Cocuyo denunció que los parientes de los detenidos sobornaron a los funcionarios encargados del caso incluyendo "100.000 dólares y tres kilos de oro -así como de bienes muebles e inmuebles-, que fueron distribuidos entre la fiscal, funcionarios del CICPC y jueces para favorecer a los responsables del homicidio de Ángela Aguirre y a sus cómplices".

### Admisión del caso
Después de cuatro audiencias de presentación suspendidas y dos tribunales declinados, el 13 de abril el Tribunal Supremo de Justicia ordenó que un tribunal local, con competencia en violencia de género, tomara el caso de Ángela Aguirre y finalmente fue admitido y tratado como un femicidio. La decisión se dio el mismo día en que su familia y ciudadanos se manifestaron en las calles. El mismo día también se filtró un audio en el cual Ángela le relata llorando a una amiga que José Alberto la dejó desnuda y la violó. Los padres de Ángela reconocieron su voz y el audio fue entregado a la Fiscalía como prueba en el caso.
El tribunal confirmó la detención de las siete personas que acompañaba a Aguirre en la lancha e inició la investigación del caso.
El 19 de julio, los siete imputados tuvieron la audiencia preliminar en Caracas donde fue ratificada la privativa de libertad y se les dictó como sitio de reclusión la cárcel El Rodeo II a los cinco hombres y el INOF en Los Teques a las dos mujeres. José Alberto Cedeño fue imputado por femicidio agravado, violencia sexual y suministro de sustancias a menores de edad, mientras que el resto de los imputados por omisión al socorro y complicidad en el delito de femicidio.
El Tribunal Primero de Juicio Contra la Violencia de la Mujer del Área Metropolitana de Caracas inició su participación el 21 de octubre, luego de que el caso fuera trasladado a la capital por decisión del Tribunal Supremo para evitar irregularidades en el proceso.
Yerlis Yaguare ha declarado que ha recibido amenazas y ataques de parte de familiares de los imputados por el caso.

## Reacciones
Más de setenta organizaciones no gubernamentales exigieron una investigación imparcial y transparente en el asesinato de Ángela Aguirre a través de un comunicado.
Organizaciones como Acceso a la Justicia consideran que la protesta en redes sociales y en las calles reorientó el caso. Elías García Navas, director de Monitor Américas, considera que la difusión en redes sociales fue eficaz porque la familia ofreció información concreta, usando sus cuentas personales y lograron que se unieran personas en otros países, así como periodistas y organizaciones influyentes que han movilizado a las instancias públicas competentes.

## Condenas
José Cedeño y José Zorrilla fueron condenados a 29 años de prisión, mientras que Orlando Salazar, Glauder Zorrilla y Wilmer Díaz fueron condenados por el delito de omisión del deber de socorro.